# WEVL
Koordinaten: 35° 9′ 12″ N, 89° 59′ 31″ W
WEVL ist ein US-amerikanischer Radiosender aus Memphis, Tennessee. WEVL sendet in Memphis auf 89,9 MHz (UKW).

## Geschichte
Der seit 1976 existierende Sender wird vor allem von Freiwilligen betrieben und hat nur drei festangestellte Mitarbeiter. Die DJs gestalten ihre eigenen Sendungen größtenteils autonom, die Sendungen weisen dementsprechend musikalisch eine große Bandbreite auf. Ein überwiegender Teil der Sendungen konzentriert sich jedoch auf die Musikrichtungen Folk, Blues, Gospel, Rockabilly und Weltmusik.
Anfangs sendete der Sender mit einem 10-Watt-Sender und galt als „Geheimnis der Innenstadtbewohner“ in Memphis. Mittlerweile besitzt er einen 4800-Watt-Sender. Das Sendegebiet hat jetzt etwa einen Radius von 80 Kilometer um Memphis herum.
Bei Umfragen der Zeitung Memphis Flyer landet WEVL regelmäßig unter den Top 3 der Radiosender in Memphis. Der Sender gilt als „eine der Perlen der Stadt“. Laut dem Magazin Southern Living „ist es nicht nur der mit Abstand beste Radiosender in Memphis, sondern auch zu einem Großteil dafür verantwortlich, dass Memphis immer noch eine ganz vortreffliche Musikstadt ist“. Das American Heritage Magazine wiederum sieht WEVL noch am ehesten von allen Radiosendern in der Stadt in der Nachfolge von Dewey Philipps, dem Radio-DJ, der als Erster Elvis-Presley-Platten spielte.
Landesweit in die Medien geriet der Sender durch den Mord an einem seiner bekanntesten DJs, Dee Henderson, der 26 Jahre lang Cap’n Pete’s Blues Cruise gestaltete. Dafür bekam er unter anderem den Keeping The Blues Alive-Preis der Blues Foundation.